# Luis Dorado
Luis Dorado Luque (Antequera, 1898 - Córdoba, 29 de julio de 1936) fue un médico y político socialista español. Fue fusilado en Córdoba por el bando sublevado once días después del inicio del golpe de Estado en España de julio de 1936.
Hijo de una humilde familia, trabajó de aprendiz de barbero con su padre hasta que pudo asistir a la Universidad de Granada donde estudió Medicina. Abrió consulta particular en su ciudad, donde atendía sobre todo a personas sin suficientes recursos. De tradición progesista, se integró en las candidaturas del Frente Popular en las elecciones de 1936 con el apoyo del PSOE y la UGT. Fue elegido Diputado al Congreso por la provincia de Málaga. Tras el fallido golpe de Estado que dio lugar a la Guerra Civil, fue detenido por las tropas franquistas el 18 de julio de 1936, mientras viajaba de Madrid a Málaga en tren en compañía de otro diputado, Antonio Acuña Carballar. Fueron conducidos al Cuartel de San Rafael de Córdoba, donde también se encontraban detenidos otros dos diputados: Bautista Garcés Granell y Antonio Bujalance López, además del periodista y exdiputado Joaquín García-Hidalgo. Garces y Acuña fueron fusilados en la noche del día 28 de julio; Bujalance y Dorado lo fueron en la madrugada siguiente, entre el 29 y el 30. El mismo día 28 había fallecido por coma diabético, según la versión oficial, García-Hidalgo